# أسماء بن خارجة الفزاري
أسماء بن خارجة بن حصن بن حذيفة بن بدر ابن عمرو بن جُوَية بن لوذان بن ثعلبة الفزاري (…- 66 هـ = …- 686 م)، وكنيته أبو حسان الكوفي، ويقال أبو محمد الفزاري وكان من أشراف العرب وسادتهم، من أهل الكوفة، عرف عنه الجود والسخاء وله قصص كثيرة بالكرم، وكانت بنته هند زوجاً للحجاج بن يوسف، وابنه مالك بن أسماء من ولاة الحجاج وعماله.

## نبذة
عرف أسماء واشتهر لدى أصحاب المصادر وكتب التراجم، بكونه من كرماء العرب وحلمائهم في الإسلام . وقد عُنيت المصادر بأخباره، وأسهبت في الحديث عن كرمه وجوده. أما شعره فلم يحظ َ بالعناية ذاتها، فلم يقم أحد القدماء أو المحدثين بجمعه ولم شتاته.

## كرمه وجوده
وكان جوادا ممدحا، حكي أنه رأى يوما شابا على باب داره جالسا فسأله عن قعوده على بابه فقال: حاجة لا أستطيع ذكرها، فألح عليه فقال: جارية رأيتها دخلت هذه الدار لم أر أحسن منها وقد خطفت قلبي معها، فأخذ بيده وأدخله داره وعرض عليه كل جارية عنده حتى مرت تلك الجارية فقال: هذه فقال له اخرج فاجلس على الباب مكانك فخرج الشاب فجلس مكانه، ثم خرج إليه بعد ساعة والجارية معه قد ألبسها أنواع الحلي، وقال له: ما منعني أن أدفعها إليك وأنت داخل الدار إلا أن الجارية كانت لأختي، وكانت ضنينة بها، فاشتريتها لك منها بثلاثة آلاف، وألبستها هذا الحلي، فهي لك بما عليها، فأخذها الشاب وانصرف.

## وصيته الشهيرة بالادب العربي لأبنته هند
قال الزبير بن بكر: زوج أسماء بن خارجة الفزاري بنته هند من الحجاج بن يوسف الثقفي، فلما كانت ليلة أراد البناء بها قال لها أسماء بن خارجة: يا بنية، إن الأمهات يؤدبن البنات، وإن أمك هلكت وأنت صغيرة، فعليك بأطيب الطيب الماء، وأحسن الحسن الكحل. وإياك وكثرة المعاتبة، فإنها قطيعة للود، وإياك والغيرة فإنها مفتاح الطلاق. وكوني لزوجك أمة يكن لك عبداً، واعلمي أني القائل لأمك:
خذي العفو مني تستديمي مودتي
وكانت هند بنت أسماء بن خارجة الفزارية امرأة مجربة قد تزوجها جماعة من أمراء العراق، فقبلت من أبيها وصيته. وكان الحجاج يصفها في مجلسه بكل خير، وفيها يقول بعض الشعراء يخاطب أباها:
جزاك الله يا أسمـاء خـيراً
كما أرضيت فيشلة الأمـير
بصدغ قد يفوح المسك منـه
عليه مثل كركرة البـعـير
إذا أخذ الأمير بمشعـبـيهـا
سمعت لها أزيزاً كالصرير
إذا لقحت بـأرواح تـراهـا
تجيد الرهز من فوق السرير

## خبره مع الحجاج بن يوسف
لما قدم الحجاج الكوفة أشار عليه محمد بن عمير بن عطارد أن يخطب إلى أسماء ابنته هند، فخطبها فزوجه أسماء ابنته، فأقبل محمد متمثلاً يقول:
أمن حذر الهزال نكحت عبداً
فصهر العبد أدنى للهزال!
فاحتملها عليه أسماء وسكت عن جوابه، ثم أقبل على الحجاج يوماً وهند جالسة، فقال: ما يمنعك من الخطبة إلى محمد بن عمير ابنته فإن من شأنها كيت وكيت. فقال: أتقول هذا وهند تسمع؟ فقال: موافقتك أحب إلي من رضا هند، فخطبها إلى محمد بن عمير، فزوجه إياها، فقال أسماء لمحمد بن عمير، وضرب بيده على منكبه:
دونك ما أسديتـه يا بـن حـاجـب
سواء كعين الديك أو قذة الـنـسـر
بقولك للحجاج إن كنـت نـاكـحـاً
فلا تعد هنداً من نساء بـنـي بـدر
فإن أبـاهـا لا يرى أن خـاطـبـاً
كفاءٌ له إلا المتـوج مـن فـهـر
فزوجتها الحجـاج لامـتـكـارهـا
ولا راغباً عنه ونعم أخو الصـهـر
أردت ضراري فاعتمدت مسـرتـي
وقد يحسن الإنسان من حيث لا يدري
فإن ترها عاراً فقد جئت مثـلـهـا
وإن ترها فخراً فهل لك من شكـر!

## من أجمل أشعاره
إنّي لَسائِلُ كُلِّ ذي طِبِّ
ماذا دواءُ صَبابةِ الصبِّ
ودواءُ عاذِلَةٍ تُباكِرُني
جَعَلتْ عتِابي أوجَبَ النَحْبِ
أوَ ليسَ مِنْ عَجبٍ أُسائِلُكم
ما خطبُ عاذِلَتي ومَا خَطبِي
أَبِهَا ذَهَابُ العَقلِ أم عَتَبَتْ
فأُزِيدَهَا عتباً على عَتبِ
أوَلم يُجرِبْني العَواذِلُ أوْ
لمْ أبْلُ من أمثالِهَا حَسبِي
ماضرَّهَا ألا تُذَكرَني
عيشَ الخِيامِ ليالي الخِبِّ
ماأصبحَتْ بشرٌ بأحسنَ في
مابينَ شَرقِ الأرضِ والغَرْبِ

## أسماء بن خارجة عند الشيعة
قال فيه السيد الأبطحي: وأمّا أسماء بن خارجة، فله مواقف سيّئة، فذكره الطبري في تاريخه في وقائع سنة 35هـ، ودخول الحجّاج الكوفة، وذكره في وقائع سنة 51هـ فيمَن استشهدهم زياد بن أبيه على قتل حجر بن عدي وأصحابه.
وذكره أيضاً فيه فيمَن كان مع عبيد الله بن زياد في أمر قتل مسلم بن عقيل وهانئ بن عروة المرادي، وإن ذكره أيضاً باعتراضه على ابن زياد فيما فعل بهانئ بن عروة، فأمر بضربه وحبسه، وفي شعر الفرزدق الشاعر ذمّه:
أيركبُ أسماء الهماليجِ آمناً
وقـد طلبته مذحج بذحولِ

## قالوا عنه
- قال الذهبي فيه: أسماء بن خارجة بن حصن بن حذيفة بن بدر الأمير أبو حسان الفزاري، من كبار الأشراف، وهو ابن أخي عيينة بن حصن أحد المؤلّفة قلوبهم. روى أسماء عن علي بن أبي طالب، وعبد الله بن مسعود. وعنه ولده مالك، وعلي بن ربيعة.

وفيه يقول القطامي:
إذا مات ابنُ خارجة بنِ حصن
فلا مطرت على الأرضِ السماء
ولا رجـع الـبريدُ بغنْمِ جيش
ولا حَـمَلَت على الطُّهْرِ النساء
- قال الزركلي فيه: أسماء بن خارجة بن حصن بن حذيفة الفزاري، تابعي من رجال الطبقة الأولى، من أهل الكوفة. كان سيد قومه، جواداً مقدماً عند الخلفاء .
- قال عنه البخاري: أسماء بن خارجة، في الكوفيين، سمع منه ابنه مالك. حدثنا أبو الوليد، حدثنا شعبة، عن أبي إسحاق سمع أبا الأحوص، قال: قال أسماء بن خارجة: أنا ابن الأشياخ الكرام. فقال عبد الله: ذاك يوسف بن يعقوب.[4]